# تقنيات الرصد
في التسويق والعلوم الاجتماعية، يعد البحث الرصدي (أو البحث الميداني) أحد تقنيات البحث الاجتماعي التي تتضمن الملاحظة المباشرة للظواهر في موضعها الطبيعي. وهذا ما يميزه عن البحوث التجريبية التي ينشأ بها بيئة شبه اصطناعية للتحكم في العوامل الزائفة، وحيثما تتم معالجة أحد المتغيرات على الأقل كجزء من التجربة.

## تقنيات الرصد في هذا السياق
الميزة الرئيسية للبحوث الرصدية هي المرونة، حيث يمكن للباحثين تغيير مناهجهم حسب الحاجة. كما أنها تقيس السلوك مباشرة، وليس تقارير السلوك أو النوايا. بينما يتمثل العيب الرئيسي في أنها مقتصرة على المتغيرات السلوكية، ولا يمكن استخدامها لدراسة المتغيرات المعرفية أو الوجدانية. كما أن هناك عيبًا آخر هو أن بيانات الرصد لا تعد عامة عادة.

## المناهج الثلاثة
هناك ثلاثة أنواع من البحوث الرصدية بشكل عام:
- بحوث الرصد السرية - لا يحدد فيها الباحثون هوياتهم، فهم إما يختلطون بالأشخاص الآخرين الذين لم يتم كشفهم، أو يرصدون عند بعد. مزايا هذه المناهج هي: (1) ليس من الضروري الحصول على تعاون الأشخاص، و(2) لن يسوء سلوك الأشخاص بسبب وجود الباحث. فبعض الباحثين لديهم هواجس أخلاقية مع المخادعة التي يتضمنها هذا المنهج.
- بحوث الرصد العلنية - يعلن فيها الباحثون عن هوياتهم بأنهم باحثون ويشرحون الغرض من ملاحظاتهم. وتكمن المشكلة مع هذا المنهج في أن الأشخاص يمكنهم تعديل سلوكهم عندما يعلمون أنهم مراقبون، فهم يصورون «الذات المثالية» بدلاً من الذات الحقيقية. وتتمثل الميزة التي يمتلكها المنهج العلني بعكس المنهج السري في أنه لا يوجد خداع (انظر تقييم التفاعل بين الوالدين والطفل-II؛ هوليجروكي وكامينسكي وفرايزويك، 1999، 2002).
- مشاركة الباحث - يشارك الباحث في ما يقومون برصده وذلك للحصول على تقديرات أدق للظواهر.

## في بحوث التسويق
أكثر أنواع تقنيات الرصد استخدامًا في بحوث التسويق هي:
- الملاحظة الشخصية
  - ملاحظة المنتجات المستخدمة للكشف عن أنماط الاستخدام والمشكلات
  - ملاحظة لوحات الترخيص في مواقف السيارات في المتاجر
  - تحديد الوضع الاجتماعي-الاقتصادي للمتسوقين
  - تحديد مستوى فحص الطرود
  - تحديد الوقت الذي يستغرقه المتسوق لاتخاذ قرار الشراء
- الملاحظة الآلية
  - تحليل تتبع العين بينما يشاهد الأشخاص الإعلانات
    - محرك العين ما ينظر إليه الشخص
    - مقياس الحدقة - ما مدى اهتمام المشاهد

  - ماسحات الخروج الإلكترونية - تسجل سلوك الشراء
  - الكاميرات المثبتة في أماكنها في المتاجر
  - صندوق نيلسن لتتبع مشاهدة محطة التلفزيون
  - عداد اهتزاز الصوت - يقيس ردود الفعل العاطفية
  - مقياس الغلفانية النفسية - يقيس الاستجابة الجلدية الجلفانية
- المراجعات
  - المراجعة الجزئية لتحديد جودة الخدمة في المتاجر
  - مراجعة قوائم الجرد لتحديد قبول المنتج
  - مراجعة مساحة الأرفف
- تتبع التحليل
  - سجلات بطاقات الائتمان
  - سجلات ملفات تعريف الارتباط على الكمبيوتر
  - دراسة القمامة - يبحث عن آثار أنماط الشراء في القمامة
  - الكشف عن أنماط حركة المرور في المتاجر من خلال ملاحظة التآكل في الأرضية (على المدى الطويل) أو التراب على الأرضية (على المدى القصير)
  - التعرض للإعلانات
- تحليل المحتوى
  - ملاحظة محتوى المجلات أو البث التلفزيوني أو البث الإذاعي أو الصحف سواء كانت المقالات أو البرامج أو الإعلانات

## قائمة بالمواضيع ذات الصلة
- قائمة بموضوعات المحاسبة
- قائمة بموضوعات الاقتصاد
- قائمة بالموضوعات المالية
- قائمة بموضوعات الإدارة
- قائمة بموضوعات التسويق